# La Esperanza (telenovela)
Pour les articles homonymes, voir La Esperanza.
La Esperanza ou Terre d'espérance (Tierra de esperanza) est une telenovela mexicaine produite par Televisa et entre le 12 juin 2023 et le 1er septembre 2023 sur Las Estrellas.
En France, elle est diffusée entre le 16 décembre 2024 et le 14 mars 2025 sur Novelas TV.

## Synopsis
María Teresa (Carolina Miranda), une femme d'affaires prospère et séduisante, se retrouve confrontée à un dilemme lorsqu'elle découvre que son père, Esteban (Alejandro Tommasi), a été faussement accusé de fraude. Déterminée à laver son nom, María Teresa prend en charge « La Esperanza », une propriété convoitée dans le village de Puerto Bravo. Elle y rencontre Santos (Andrés Palacios), le gardien du domaine, qui la perçoit d'abord comme une femme grossière et prétentieuse. Malgré leurs différences initiales, María Teresa et Santos unissent leurs forces pour affronter Marco, un voisin avide qui tente de prendre le contrôle de « La Esperanza », et Rutilio, le maire corrompu de la ville.
Alors qu'ils se battent pour protéger le domaine, María Teresa et Santos développent peu à peu des sentiments profonds l'un pour l'autre et tombent amoureux. Au milieu de leurs défis, leur amour et l'espoir incarné par « La Esperanza » deviennent leur phare dans une tempête alimentée par la passion.

## Fiche technique
- Titre original : Tierra de esperanza
- Titre français : La Esperanza
- Création : José Alberto Castro et Vanesa Varela d'après La Tormenta
- Réalisation : Carlos Cock Marín et Rubén Nelhiño Acosta
- Scénario : Alejandro Pohlenz, María Chávez et Fabiola López Neri
  - Développement : Sandra Cortés, Ernesto Esteva, José David Romero et David Martínez
- Musique : Isidro Chávez Espinoza
- Production : Ernesto Hernández et Fausto Sainz
  - Production exécutive : José Alberto Castro
- Société de production : Televisa
- Société de distribution : Televisa Internacional

- Pays :   Mexique
- Langue : espagnol
- Format : Couleur - HDTV 1080i - 16/9 - Son stéréophonique
- Genre : telenovela
- Durée : 60 minutes
- Dates de première diffusion :
  - Mexique : 12 juin 2023 sur Las Estrellas
  - France : 16 décembre 2024 sur Novelas TV

## Distribution
- Carolina Miranda : María Teresa Arteaga
- Andrés Palacios : Santos Sandoval
- Luis Roberto Guzmán : Marco Rivas
- Mariana Seoane : Bernarda Rangel
- Sofía Castro : Valentina Rangel
- Martha Julia : Adriana Espinoza
- Nuria Bages : Remedios
- Natalia Esperón : Norma Jurado
- Daniel Tovar : Crisóforo «Cris» García
- Alejandro Tommasi : Esteban Arteaga Portillo
- Luz María Aguilar : Natividad «Nany» Páramo
- Carmen Becerra : Irasema Huerta
- Mimi Morales : Camila Díaz
- Israel Islas : El Chacal
- Erika García : Genoveva Mendoza
- Clarisa González : Regina Rangel
- Hildeberto Maya : Martín Trejo
- Nicolás Krinis : Cuenca
- Luis Gerardo León : Grimaldi
- Iván Ochoa : Pedro
- León Peraza : Aldo Cisneros
- Pedro Baldo : Clemente Ferrer Jurado
- Sergio Goyri : Rutilio Ferrer
- Marco Zetina : Jerónimo

## Identité visuelle et sonore

### Logo

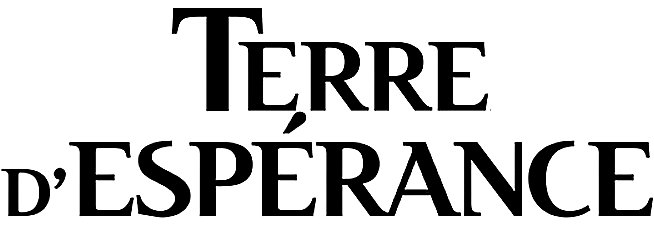
Logo de La Esperanza ou Terre d'espérance (Novelas TV)

## Production

### Développement
En janvier 2023, il a été rapporté que José Alberto Castro avait commencé la préproduction de sa prochaine télénovela.
Le 7 mars 2023, Carolina Miranda et Andrés Palacios ont été annoncés comme protagoniste de la série dans le titre provisoire de la télénovela est La campirana.
Le tournage a commencé le 13 mars 2023 à Tlacotalpan, Veracruz.
Le 28 mars 2023, Tierra de esperanza a été annoncé comme titre officiel de la télénovela.
La production a envisagé un total de 60 épisodes.

## Version française
La version française est assurée par Hiventy North Africa au Maroc.

## Diffusion
- Las Estrellas (2023)
- Novelas TV (2024-2025)

## Autres versions
- La Tormenta (2005-2006)
- La tempestad (2013)